# 1975年日本

## 政府
- 天皇：裕仁
- 內閣總理大臣：三木武夫

## 大事紀

### 5月
- 5月19日：前首相佐藤榮作在位于築地的料亭「新喜乐」与財政界名人应酬時昏迷。

### 6月
- 6月3日：佐藤榮作去世。

### 7月
- 7月20日：沖繩國際海洋博覽會開幕。

### 9月
- 9月30日：裕仁天皇與良子皇后訪問美國。

## 出生
- 1月28日——神谷浩史，配音員。
- 5月19日——安藤政信，演員。
- 11月22日——皆川純子，配音員。
- 12月12日——桑島法子，配音員。

## 逝世
- 6月3日——佐藤榮作，政治人物，曾任內閣總理大臣。